# Lech Nadarkiewicz
Lech Nadarkiewicz (ur. 11 lipca 1945 w Zakopanem, zm. 23 lipca 2010 tamże) – polski skoczek narciarski, trener, szkoleniowiec reprezentacji Polski skoczków, wiceprezes Tatrzańskiego Związku Narciarskiego, członek Polskiego Związku Narciarskiego, wieloletni dyrektor komitetu organizacyjnego Pucharu Świata i Letniej Grand Prix w Zakopanem.

## Kariera zawodnicza
Lech Nadarkiewicz był skoczkiem narciarskim reprezentującym WKS Zakopane. Podczas swojej kariery zdobywał medale mistrzostw Polski w konkursach drużynowych.

## Kariera trenerska
Lech Nadarkiewicz po zakończeniu kariery zawodniczej został trenerem skoczków narciarskich. Współpracował z trenerami m.in. Januszem Forteckim, Tadeuszem Kołdrem. Przez wiele lat współpracował z reprezentacją Polski, którą trenował podczas trzech zimowych igrzysk olimpijskich: Innsbruck 1976, Sarajewo 1984 i Calgary 1988. Po dymisji w 1981 roku Tadeusza Kołdra został samodzielnym trenerem kadry skoczków. Jego utytułowanymi zawodnikami byli m.in.: Stanisław Bobak, Piotr Fijas.

## Działacz sportowy
Lech Nadarkiewicz po zakończeniu kariery trenerskiej został działaczem sportowym. Był wiceprezesem Tatrzańskiego Związku Narciarskiego, członkiem Polskiego Związku Narciarskiego, FIS-u. Był przez wiele lat dyrektorem Pucharu Świata i Letniej Grand Prix w Zakopanem na Wielkiej Krokwi. Dzięki jego organizacji zawody w Zakopanem zawsze były na wysokim poziomie organizacyjnym i sportowym, tworząc zgrany zespół ludzi, profesjonalnie zajmujących się tymi zawodami.

## Śmierć
Lech Nadarkiewicz zmarł 23 lipca 2010 roku w Zakopanem po długiej i ciężkiej chorobie.